# Hammam Debagh
Hammam Debagh (em árabe: حمام دباغ) é uma cidade e comuna localizada na província de Guelma, Argélia. De acordo com o censo de 2008, a população total da cidade era de 19 391 habitantes.